# Bisbat de Matehuala
El bisbat de Matehuala (espanyol: Diócesis de Matehuala , llatí: Dioecesis Matehualensis) és una seu de l'Església Catòlica a Mèxic, sufragània de l'arquebisbat de San Luis Potosí, i que pertany a la regió eclesiàstica Bajío. Al 2013 tenia 250.000 batejats sobre una població de 291.000 habitants. Actualment la seu es troba vacant.

## Territori
La diòcesi comprèn la part nord-occidental de l'estat mexicà de San Luis Potosí i vuit municipis de l'estat de Jalisco: Jilotlán, Pihuamo, Tecalitlán, Tolimán, Tonaya, Tonila, Tuxcacuesco i Zapotitlán.
La seu episcopal és la ciutat de Matehuala, on es troba la catedral de l'Immaculada Concepció.
El territori s'estén sobre 26.912 km², i està dividit en 17 parròquies.

## Història
La diòcesi va ser erigida el 28 de maig de 1997 mitjançant la butlla Apostolicum officium del Papa Joan Pau II, prenent el territori del bisbat de Ciudad Valles i de l'arquebisbat de San Luis Potosí.

## Cronologia episcopal
- Rodrigo Aguilar Martínez (28 de maig de 1997 - 28 de gener de 2006 nomenat bisbe de Tehuacán)
- Lucas Martínez Lara † (5 d'octubre de 2006 - 9 d'abril de 2016 mort)

## Estadístiques
A finals del 2013, la diòcesi tenia 250.000 batejats sobre una població de 291.000 persones, equivalent al 85,9% del total.
| any  | població | població | població | sacerdots | sacerdots       | sacerdots       | sacerdots             | diaques | religiosos | religiosos | parròquies |
| ---- | -------- | -------- | -------- | --------- | --------------- | --------------- | --------------------- | ------- | ---------- | ---------- | ---------- |
| any  | batejats | total    | %        | total     | clergat secular | clergat regular | batejats por sacerdot | diaques | homes      | dones      |            |
| 1999 | 332.000  | 356.500  | 93,1     | 30        | 27              | 3               | 11.066                |         | 3          | 34         | 17         |
| 2000 | 332.000  | 356.500  | 93,1     | 31        | 27              | 4               | 10.709                |         | 4          | 34         | 17         |
| 2001 | 271.688  | 297.698  | 91,3     | 32        | 29              | 3               | 8.490                 |         | 3          | 36         | 17         |
| 2002 | 267.355  | 320.949  | 83,3     | 37        | 31              | 6               | 7.225                 |         | 6          | 37         | 17         |
| 2003 | 221.347  | 248.514  | 89,1     | 32        | 28              | 4               | 6.917                 |         | 4          | 37         | 17         |
| 2004 | 213.812  | 249.692  | 85,6     | 31        | 26              | 5               | 6.897                 |         | 5          | 37         | 17         |
| 2013 | 250.000  | 291.000  | 85,9     | 35        | 32              | 3               | 7.142                 |         | 3          | 36         | 17         |